# Verbascum sorgerae
Verbascum sorgerae är en flenörtsväxtart som först beskrevs av Hub.-mor., och fick sitt nu gällande namn av Hub.-mor.. Verbascum sorgerae ingår i släktet kungsljus, och familjen flenörtsväxter. Inga underarter finns listade i Catalogue of Life.